# Каспийски благороден елен
Каспийските благородни елени (Cervus elaphus maral), наричани също марали, са подвид благородни елени, едри бозайници от семейство Еленови (Cervidae). Разпространени са в Крим, Кавказ, Мала Азия и Северен Иран.